# Guy Parmelin
Guy Parmelin (9 de novembro de 1959) é um político suíço, membro do Partido Popular Suíço, e que atualmente compõe o Conselho Federal desde 2016.
Parmelin é chefe do Departamento de Relações Econômicas, Educação e Pesquisa desde 2019, e antes liderou o Departamento de Defesa, Proteção Civil e Esportes.